# Ena Oppenheimer

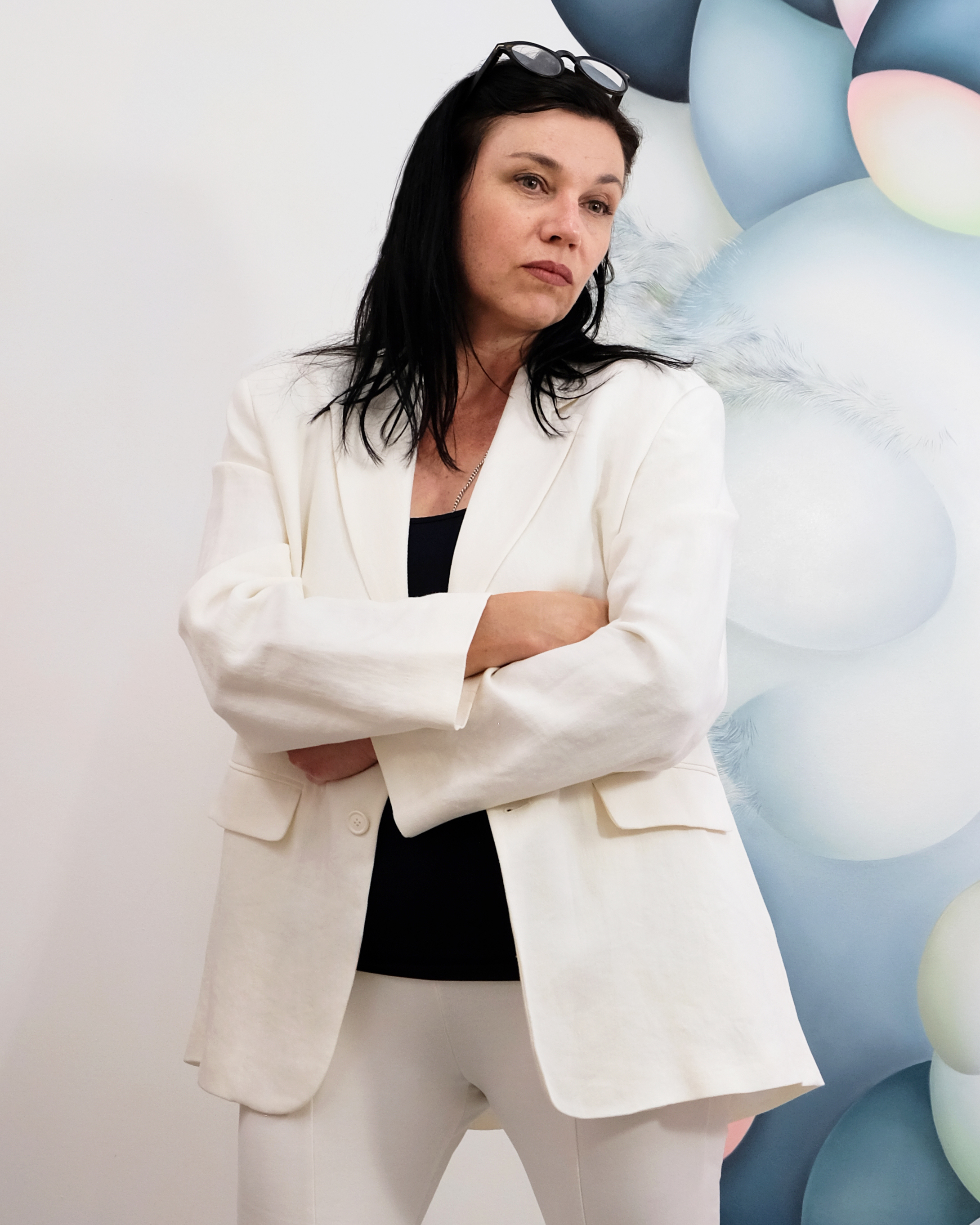
Ena Oppenheimer (2025)

Ena Oppenheimer (* 1972 in Waiblingen) ist eine deutsche Künstlerin, die in München lebt und arbeitet. Ihre Malerei ist stark von der Beschäftigung mit Grundfragen der modernen Naturwissenschaften geprägt.

## Leben
Oppenheimer studierte von 1993 bis 1999 an der Staatlichen Akademie der Bildenden Künste in Stuttgart bei Heinz Edelmann und Niklaus Troxler. Oppenheimers Künstlername lässt sich auf den Physiker Robert Oppenheimer zurückführen und verdeutlicht ihr Interesse an der Wissenschaft, das auch in ihren Bildwerken zum Ausdruck kommt. Ihre Malerei ist geprägt von einer abstrakten Formensprache, die gegenständliche Assoziationen hervorruft.
Die Entstehung der lebendigen Form und das, was dem Auge verborgen bleibt, bestimmt ihre Arbeiten. Sie beschäftigt sich mit Naturwissenschaftlern und ihren Ideen, um mit ihnen auch in ihren Bildern in den Dialog zu treten: Auf diese Weise fließen aus verschiedenen naturwissenschaftlichen Bereichen wie etwa Biophysik, Quantenphysik und Stringtheorie philosophische Grundfragen in ihre Arbeiten ein.
Oppenheimers Werke sind in Kunstsammlungen vertreten, unter anderem in der Kunstsammlung des Europäischen Patentamtes.

## Ausstellungen (Auswahl)
- 2024: Surprise. Ena Oppenheimer und Ray Moore, Orangerie München[2]
- 2023/4: Black holes and wishing machines. Einzelausstellung, Center for Advanced Studies der Ludwig-Maximilians-Universität München[7]
- 2023/4: Dezemberschau 14, Schloss Egglkofen[8]
- 2023: Kunst im Dialog: Rupprecht Geiger, Ena Oppenheimer und die Zahlen. Archiv Geiger, München[9]
- 2022: A whole being's breath. Altarinstallation, Heilig-Kreuz-Kirche Ansbach[10]
- 2022: Collaborations I. Guardini Stiftung, Berlin[11]
- 2021: Schrödingers Katze lebt. Einzelausstellung in der Goldberg Galerie, München[12]
- 2020: Spheres – Neue Arbeiten auf Papier. Einzelausstellung in der Gesellschaft für Gegenwartskunst, Augsburg[13]
- 2019: Small is beautiful. Mit Arbeiten von Joseph Beuys, Imi Knoebel, Blinky Palermo, Johannes Stüttgen bis hin zur jüngeren und mittleren Generation von Ena Oppenheimer, Aram Bartholl, Christoph Schlingensief und Angelika Bartholl, Kunstraum Bogenhausen, München[14]
- 2019/8: Dark Matter – The Invisible. Public Art Projekt, München[15]

Eine Ausstellungsliste findet sich auf der Website der Künstlerin.

## Werke in Sammlungen
- 2020: Morphogenesis X, Europäisches Patentamt, Abb.